# Стефан Армянов
Стефан Атанасов Армянов е български физикохимик, професор.

## Биография
Стефан Армянов е роден през 1942 г. в София. Завършва Института за стомана и сплави в Москва. През 1968 г. се присъединява към Българска академия на науките, а от 1971 г. е научен сътрудник. Получава докторска степен през 1975 г. с дисертация на тема „Влияние на структурата върху магнитните свойства на електроосадените кобалтови покрития“. Избран е за доцент през 1982 г. През 1995 г. става доктор на науките с дисертация на тема „Вътрешен стрес, магнитни свойства и структура на депонирани метали и сплави от метал и сплави от метал без сплави от желязо“. От 1998 г. е професор. Асоцииран член е на Института по физикохимия, Секция „Електрохимия и корозия“ при БАН.